# Attilio Castrogiovanni
Pour les articles homonymes, voir Castrogiovanni.
Attilio Castrogiovanni, né à Linguaglossa le 15 mai 1908, mort le 5 octobre 1978 est un homme politique italien.
Avocat, membre du Mouvement pour l'indépendance de la Sicile, il est membre de l'Assemblée constituante de la République italienne et député régional à l'Assemblée régionale sicilienne.

## Biographie
Officier d'artillerie de réserve et avocat à Catane après son laurea en droit, Attilio Castrogiovanni est nommé maire de Linguaglossa en 1943 par les Alliés.
Considérant le centralisme de l’État italien responsable du sous-développement de la Sicile et de la guerre, il forme avec le duc de Carcaci et Antonio Canepa, un groupe de jeunes intellectuels catanais favorables à l'indépendance de l'île, sans lien avec le courant que structure à Palerme Andrea Finocchiaro Aprile.
Il milite pour une action vigoureuse contre l’État, là où d'autres tentent de négocier, voire se satisfont de l'option autonomiste. Chargé de l'organisation dans la province de Palerme du bras armé du MIS, l'EVIS, il rencontre, le 15 mai 1945, le bandit Salvatore Giuliano qui lui assure sa coopération à l'entreprise indépendantiste.
Lors qu'Antonio Canepa est tué par les carabiniers, Castrogiovanni lui succède brièvement à la tête de l'EVIS.
En octobre 1945, alors que le mouvement séparatiste se délite sous la répression de l’État italien qui arrête les leaders Andrea Finocchiaro Aprile et Antonino Varvaro, Castrogiovanni, qui est lui-même incarcéré entre septembre 1945 et juillet 1946, plaide pour conserver l'union entre la frange progressiste et le courant majoritaire réactionnaire.
Le 2 juin 1946, il est l'un des quatre députés du MIS élus à l'Assemblée constituante de la République italienne. Lors des élections régionales de 1947 en Sicile, il est le mieux élu du MIS pour le collège de Catane à l'Assemblée régionale sicilienne.
Mais l'autonomie spéciale accordée à la Sicile épuise les dernières forces séparatistes. Il n'est pas réélu en 1951 et disparaît de la scène politique.